# Prothoracibidion plicatithorax
Prothoracibidion plicatithorax är en skalbaggsart som beskrevs av Martins 1960. Prothoracibidion plicatithorax ingår i släktet Prothoracibidion och familjen långhorningar. Inga underarter finns listade i Catalogue of Life.